# (2599) Veselí
(2599) Veselí (1980 SO; 1934 GE; 1964 TG; 1964 VA; A918 FC) ist ein ungefähr 13 Kilometer großer Asteroid des mittleren Hauptgürtels, der am 29. September 1980 von der tschechischen (damals: tschechoslowakischen) Astronomin Zdeňka Vávrová am Kleť-Observatorium auf dem Kleť in der Nähe von Český Krumlov in der Tschechischen Republik (IAU-Code 046) entdeckt wurde.

## Benennung
(2599) Veselí wurde nach der Stadt Veselí nad Lužnicí benannt, in der die Entdeckerin Zdeňka Vávrová lebte.